# Dog of Two Head
Dog of Two Head – czwarty album angielskiego zespołu Status Quo.

## Lista utworów
| 1. | „Umleitung” (Lancaster/Lynes)               | 7:13  |
|    |                                             |       |
| 2. | „Nanana (Extraction)” (Rossi/Young)         | 0:51  |
|    |                                             |       |
| 3. | „Something Going on in My Head” (Lancaster) | 4:44  |
|    |                                             |       |
| 4. | „Mean Girl” (Rossi/Young)                   | 3:53  |
|    |                                             |       |
| 5. | „Nanana (Extraction)” (Rossi/Young)         | 1:11  |
|    |                                             |       |
| 6. | „Gerdundula” (Manston/James)                | 3:49  |
|    |                                             |       |
| 7. | „Railroad” (Rossi/Young)                    | 5:30  |
|    |                                             |       |
| 8. | „Someone's Learning” (Lancaster)            | 7:08  |
|    |                                             |       |
| 9. | „Nanana” (Rossi/Young)                      | 2:24  |
|    |                                             |       |
|    |                                             | 36:43 |
|    |                                             |       |

## Twórcy
- John Coghlan – perkusja
- Alan Lancaster – gitara basowa, gitara, śpiew
- Rick Parfitt – gitara rytmiczna, keyboard, śpiew
- Francis Rossi – gitara prowadząca, śpiew